# براندی کمپ (پنسیلوانیا)
براندی کمپ (به انگلیسی: Brandy Camp) یک منطقهٔ مسکونی در ایالات متحده آمریکا است که در شهرستان الک، پنسیلوانیا واقع شده‌است. براندی کمپ ۴۷۲٫۱۴ متر بالاتر از سطح دریا واقع شده‌است.